# عطاآباد
عطاآباد روستایی در بخش مرکزی شهرستان آق‌قلا در استان گلستان ایران است.
این روستا در دهستان آق آلتین قرار داشته و براساس سرشماری سال 1395 جمعیت آن5333 نفر ( 1451 خانوار ) است.
این روستا یکی از قطب های تولید مبل گلستان و کشور می باشد و به پایتخت مبل ایران شهرت یافته است.
هم اکنون تعداد کارگاه های تولید مبلمان و صنایع وابسته در این روستا چیزی بالغ بر یکصد و پنجاه واحد تولیدی ( مبلمان، رنگ کاری ، تولیدی میز نهارخوری، جلو مبلی و...) می باشد.

## جمعیت
بر پایه سرشماری عمومی نفوس و مسکن در سال ۱۳۹۵ جمعیت این مکان ۵٬۳۳۳ نفر (۱٬۴۵۱خانوار) بوده‌است.

## مردم
اغلب مردم عطاآباد ترکمن هستند و گویش آنان ترکمنی است که از خانواده زبان‌های آلتایی و از گروه زبان‌های ترکی جنوب غربی (اغوز) و زیرگروه زبان‌های اغوز شرقی است. ترکمنی با زبان‌های تاتاری کریمه و سالار و ترکی استانبولی، ترکی آذربایجانی و ازبکی مرتبط است.